# 紫鰭細棘鰕虎魚
紫鰭細棘鰕虎魚，为輻鰭魚綱鰕虎鱼目虾虎鱼亚目鰕虎鱼科的其中一種，分布於西太平洋區，包括台灣、日本、菲律賓、印尼、澳洲、巴布亞紐幾內亞、帛琉海域，棲息在河口及沿岸的泥底質淺水處。

## 扩展阅读
維基物種上的相關：紫鰭細棘鰕虎魚